# Joseph Addison
Joseph Addison, född 1 maj 1672 i Milston i Wiltshire, död 17 juni 1719 i London, var en engelsk författare och politiker.

## Biografi
Addison var prästson från Wiltshire och vistades tio år vid universitetet i Oxford och utmärkte sig där som latinsk poet. Han uppmärksammades av ledande whig-statsmän, och dessa skaffade honom ett statsstipendium, som satte honom i stånd att 1699–1703 resa i Frankrike, Italien, Tyskland och Holland. Till förhärligande av Marlboroughs seger vid Blenheim skrev Addison 1704 hjältedikten The campaign, som mottogs entusiastiskt och skaffade honom ett ämbete, varefter den ena utmärkelsen följde den andra, tills han slutligen 1717 såsom statssekreterare blev medlem av regeringen. Han hade då året förut ingått ett mycket förnämt gifte, som dock ej blev lyckligt. I parlamentet, som han tillhörde från 1708, framstod han på grund av sin blyghet ingalunda som talare, men hans ädla, välvilliga och humana personlighet var högt uppburen av alla. Ett kroppsligt lidande tvang honom 1718 att nedlägga sitt ämbete, och året därpå avled han. Hans stoft bisattes bland Englands hädangångna stora i Westminster abbey.
Addisons litterära verksamhet under hans ämbetsmannatid yttrade sig företrädesvis genom förträffliga uppsatser i den av hans vän Richard Steele 1709 grundade veckoskriften The Tatler (Pratmakaren) och ännu mer i den av dem båda 1711 uppsatta dagliga skriften The Spectator (Betraktaren). Av samma art var The Guardian (1713). I dessa publikationer behandlade Addison alla slags ämnen utom politik; och genom sin tidskrift Freeholder (1715–16) införde han i den politiska pressen hovsamhet och bildad ton.
Hans i strängaste pseudoklassiska stil skrivna sorgespel Cato (1713) förvärvade honom ett högt, men sedermera förbleknat anseende som dramatiker. Sorgespelet, som handlar om undergången för den demokratiska Romerska republiken, företrädd av Cato den yngre, och det efterföljande kejsardömet under diktatorn Julius Caesar, var känt i hela Brittiska imperiet och sägs mer än något annat litterärt verk ha inspirerat Amerikanska revolutionen.
Äldre uppslagsverk anger att Olof von Dalin skulle ha översatt ett fragment av Addisons Cato till svenska. Det stämmer att Dalin har efterlämnat ett fragment (140 rader) "Catos död : sorge-spel" och Carl Gustaf af Leopold har 1833 identifierat detta som en översättning av Addison, något som också Karl Warburg har återgett 1884. Men Martin Lamm har 1905 visat att detta inte är en översättning ur Addisons pjäs.
I sitt sista levnadsår nedskrev han Evidences of the christian religion, ett vittnesbörd om hans varma, deistiskt färgade religiositet.
Addisons poesi kan (med undantag av hans livfulla Letter from Italy, 1701, och några vackra psalmer) karakteriseras som retorisk prosa i vers, och det var också egentligen hans kvicka, angenäma och på en beundransvärd prosa skrivna uppsatser i de nämnda tidskrifterna, som inte blott förvärvade honom hans utomordentliga popularitet, utan även blev av stor betydelse för såväl Englands som utlandets litteratur. Första numret av Spectator utkom 1 mars 1711 och 555:te den 6 december 1712, varefter utgivandet avstannade, tills slutligen 1714 ytterligare 80 nummer följde. Dessa blad samlades genast och utgavs i bokform i 8 band. Framgången var oerhörd, och redan 1724 hade sju upplagor utkommit. 
Den förnämste medarbetaren var Addison, vars artiklar var signerade med någon av bokstäverna i ordet CLIO. Tidskriftens anläggning är novellistisk: Spectator uppträder i en klubb av stående personer ur skilda samhällsklasser (den av Addison med den mest vinnande humor tecknade gamle lantjunkaren sir Roger de Coverley, köpmannen Andrew Freeport, kaptenen Sentry med flera) och berättar inför dem om dagens händelser. I uppfinningsrik omväxling behandlas på ett roande och lärorikt sätt såväl vardagliga som upphöjda ämnen, i skildringar ur livet, satir på seder och smak, litterär kritik, moraliska och religiösa meditationer. 
Addison var en på samma gång skarp och mild iakttagare med lugn, intagande humor; hans stil är beundransvärt klar och ren samt på det angenämaste lämpad efter ämnena. Det har sagts att de addisonska tidskrifterna under detta fördärvade tidevarv införde en förädlad, sund uppfattning av det husliga livet. I Addisons ypperliga karaktärsteckningar och genrebilder låg fröet till den något senare i England framträdande realistiska familje- och sederomanen. 
De addisonska tidskrifterna efterbildades i både Tyskland och Skandinavien. I Sverige blev Spectator förebild för veckoskrifterna Sedo-lärande Mercurius (1730–31) och Dalins Argus (1733–34). Ett urval ur Spectators första 207 nummer, översatta av Jacob Kling, utkom 1734-35 som veckoskrift under titeln Den engelske spectator, verterad af *** *** ***.